# Wong Fei Hung

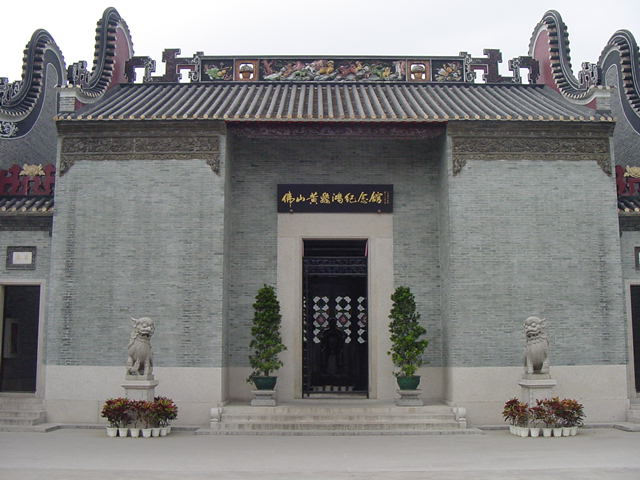
Museu Wong Feihung em Foshan, cidade em que teria nascido, na província de Guangdong.

Wong Fei-hung (Chinês tradicional: 黃飛鴻; Chinês simplificado: 黄飞鸿; Pinyin: Huáng Fēihóng; Cantonese Yale: Wòhng Fēihùhng) (9 de julho de 1847 – 25 de março de 1924) foi um grande mestre da medicina chinesa e mestre em kung fu, especialista na arte marcial chinesa conhecida como Hung Gar.
Wong Fei-hung tornou-se um herói da China por sua resistência aos estrangeiros. Sua história é tema de um grande número de filmes e seriados.

## Filmes sobre Wong Fei-hung
- Challenge of the Masters (1976), interpretado por Gordon Liu.
- Drunken Master (1978), interpretado por Jackie Chan.
- Once Upon a Time in China (1991), interpretado por Jet Li. Foi o primeiro de uma série de seis filmes sobre Wong Fei-hung.
- Rise of the Legend (2014), interpretado por Eddie Peng.